# .mc
.mc ist die länderspezifische Top-Level-Domain (ccTLD) des Staates Monaco. Sie wurde am 20. Januar 1995 eingeführt und wird vom Gouvernement de Monaco Direction des Communications Electroniques verwaltet.